# Ard Schenk
Ard Schenk (egentligen Adrianus Schenk), född 16 september 1944 i Anna Paulowna, Nederländerna, är en holländsk före detta skridskoåkare. Han vann tre OS-guld, tre allround-VM, tre allround-EM och satte 18 världsrekord. Schenk var världens främste skridskoåkare åren runt 1970. Han var den förste sedan Oscar Mathisen 1912 som vann alla fyra distanser på allround-VM. Det skedde 1972 på Bislett stadion. Schenk tilldelades Oscar Mathisens pris åren 1970-1972. Efter säsongen 1972/1973 blev Schenk professionell.

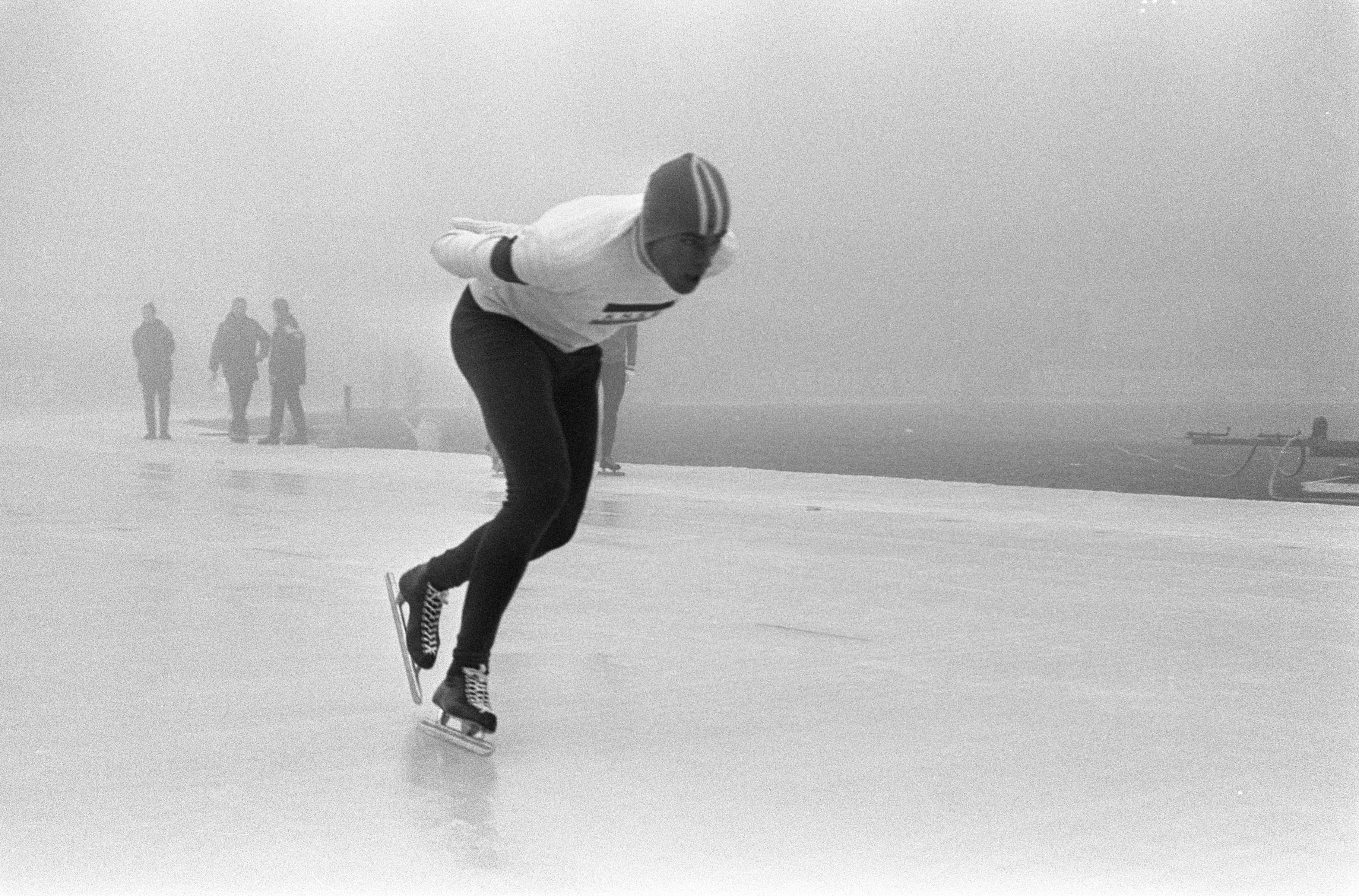
Schenk (Deventer, 1965)
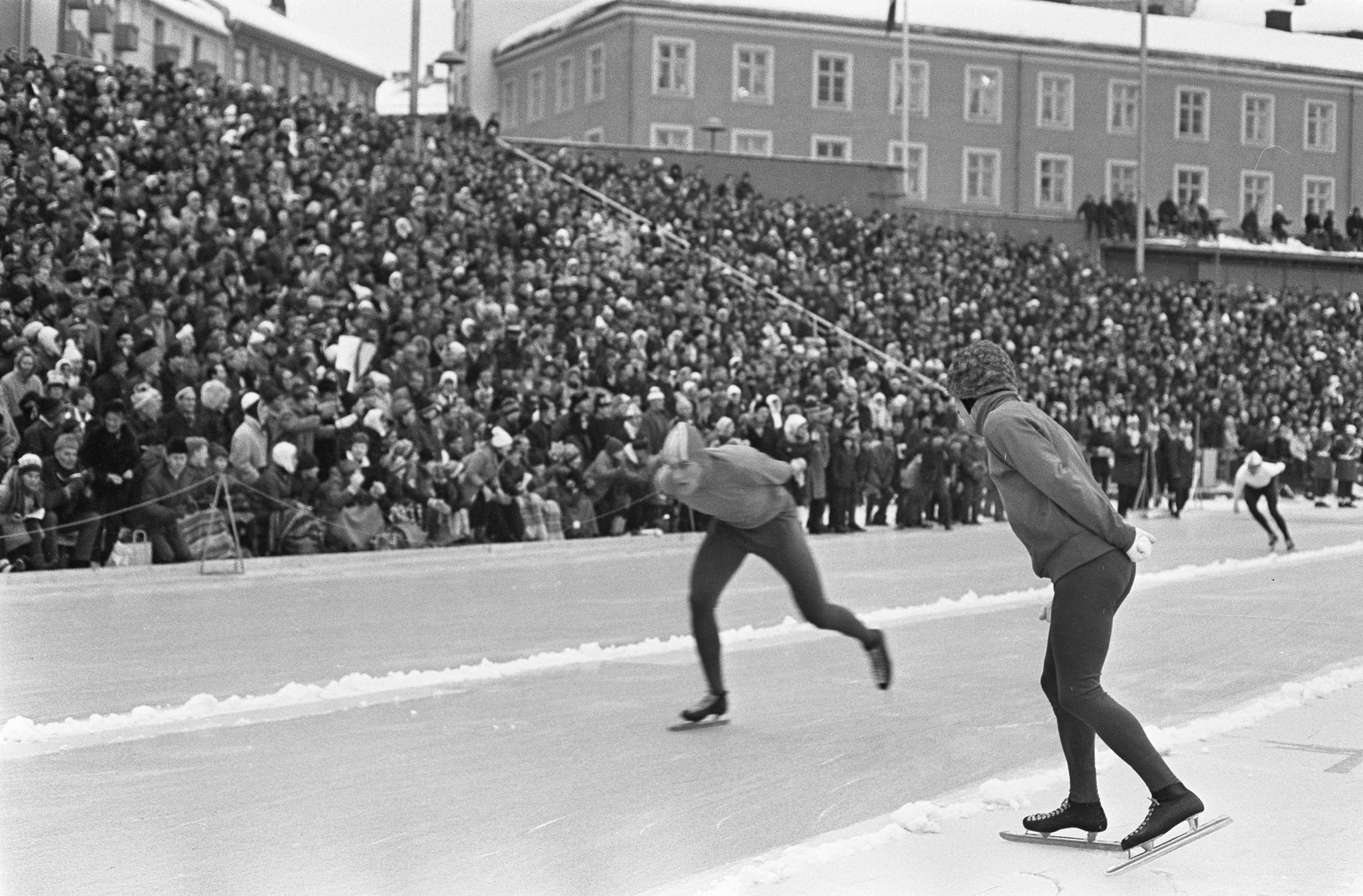
Schenk (Oslo, 1967)
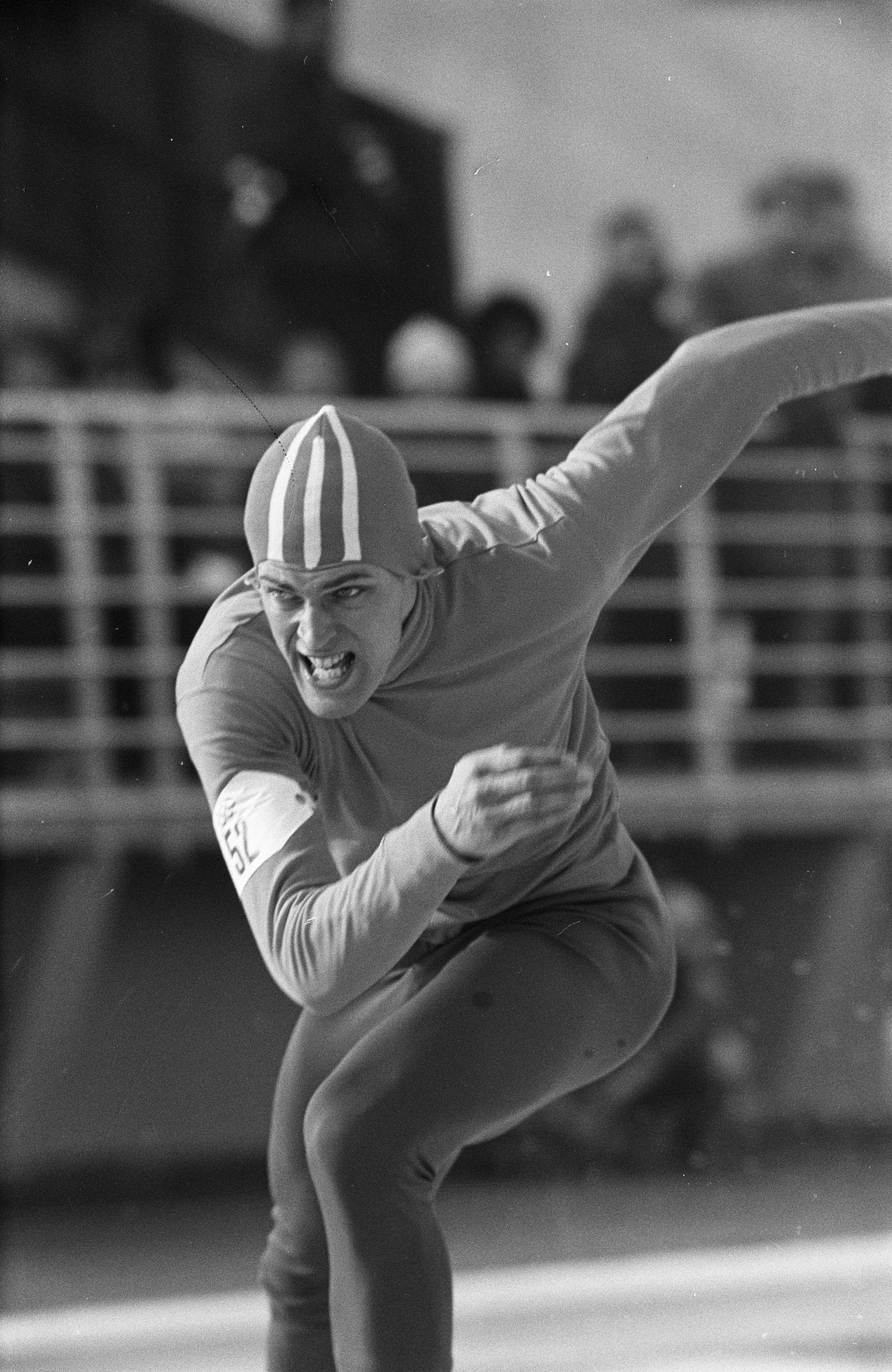
Schenk (Grenoble, 1968)